# Ema Klinec
Ema Klinec (Kranj, 2 luglio 1998) è una saltatrice con gli sci slovena, campionessa del mondo nel trampolino normale a Oberstdorf 2021.

## Biografia
In Coppa Continentale, la massima competizione femminile di salto prima dell'istituzione della Coppa del Mondo nella stagione 2012, ha esordito il 22 gennaio 2011 a Ljubno (16ª), ha ottenuto il primo podio il 20 agosto 2011 a Oberwiesenthal (2ª) e la prima vittoria il 2 marzo 2013 nella medesima località. In Coppa del Mondo ha esordito il 7 dicembre 2013 a Lillehammer nella gara a squadre mista (5ª) e ha ottenuto il primo podio il 16 gennaio 2016 a Sapporo (2ª). Ai successivi Mondiali di Lahti 2017, suo esordio iridato, si è classificata 5ª nel trampolino normale e 4ª nella gara a squadre mista dal trampolino normale.
Ai XXIII Giochi olimpici invernali di Pyeongchang 2018, suo esordio olimpico, si è classificata 14ª nel trampolino normale; il 23 gennaio 2021 ha conquistato a Ljubno la prima vittoria in Coppa del Mondo e ai successivi Mondiali di Oberstdorf 2021 ha vinto la medaglia d'oro nel trampolino normale, quella d'argento nella gara a squadre e si è classificata 6ª nel trampolino lungo e 4ª nella gara a squadre mista. Ai XXIV Giochi olimpici invernali di Pechino 2022 si è piazzata 5ª nel trampolino normale, ai Mondiali di Planica 2023 ha vinto la medaglia di bronzo nella gara a squadre mista ed è stata 19ª nel trampolino normale, 7ª nel trampolino lungo e 4ª nella gara a squadre e a quelli di Trondheim 2025 ha conquistato la medaglia d'argento nella gara a squadre mista e si è classificata 13ª nel trampolino normale, 15ª nel trampolino lungo e 4ª nella gara a squadre.

## Palmarès

### Mondiali
- 4 medaglie:
  - 1 oro (trampolino normale a Oberstdorf 2021)
  - 2 argenti (gara a squadre a Oberstdorf 2021; gara a squadre mista a Trondheim 2025)
  - 1 bronzo (gara a squadre mista a Planica 2023)

### Mondiali juniores
- 7 medaglie:
  - 3 ori (gara a squadre a Liberec 2013; gara a squadre mista a Park City 2017; gara a squadre a Kandersteg-Goms 2018)
  - 3 argenti (trampolino normale, gara a squadre a Park City 2017; trampolino normale a Kandersteg-Goms 2018)
  - 1 bronzo (gara a squadre a  Erzurum 2012)

### Coppa del Mondo
- Miglior piazzamento in classifica generale: 3ª nel 2023
- 36 podi (31 individuali, 5 a squadre):
  - 4 vittorie (2 individuali, 2 a squadre)
  - 19 secondi posti (16 individuali, 3 a squadre)
  - 13 terzi posti (individuali)

#### Coppa del Mondo - vittorie
| Data             | Località          | Nazione  | Trampolino                                                           |
| ---------------- | ----------------- | -------- | -------------------------------------------------------------------- |
| 23 gennaio 2021  | Ljubno            | Slovenia | Logarska dolina HS94 (con Špela Rogelj, Urša Bogataj e Nika Križnar) |
| 27 novembre 2021 | Nižnij Tagil      | Russia   | Aist HS97                                                            |
| 28 gennaio 2022  | Willingen         | Germania | Mühlenkopf HS147 (con Cene Prevc, Urša Bogataj e Anže Lanišek)       |
| 12 marzo 2023    | Oslo Holmenkollen | Norvegia | Holmenkollen HS134                                                   |

### Coppa Continentale
- Miglior piazzamento in classifica generale: 3ª nel 2016
- 9 podi (individuali):
  - 5 vittorie
  - 2 secondi posti
  - 2 terzi posti